# Rosie and the Originals
Rosie and the Originals egy az 1960-as években működő amerikai együttes, amely az 1960-ban megjelent Angel Baby dallal vált ismertté. Rosie Hamlin énekessel két kislemezt jelentettek meg.

## Diszkográfia

### Kislemezek
- Angel Baby / Give Me Love (Highland, 1960)
- Why Did You Leave Me / Angel from Above (Highland, 1961)
- Lonely Blue Nights / We’ll Have a Chance (Brunswick, 1961)
- Lonely Blue Nights / We’ll Have a Chance (Highland, 1961)
- My Darling Forever / The Time is Near (Brunswick, 1961)
- Kinda Makes You Wonder / My One and Only Love (Globe, 1962)
- You're No Good / You Don’t Understand (Wax World, 1973)

### Nagylemezek
- Lonely Blue Nights (Brunswick, 1962)
- The Best of Rosie & the Originals (Ace, 1999)
- Angel Baby Revisited (Ace, 2000)